# Lesáky
Lesáky je malá vesnice, část obce Pravonín v okrese Benešov. Nachází se asi 5 km na západ od Pravonína. V roce 2009 zde bylo evidováno 18 adres. Lesáky leží v katastrálním území Křížov pod Blaníkem o výměře 5,82 km².

## Historie
První písemná zmínka o vesnici pochází z roku 1420.

## Galerie

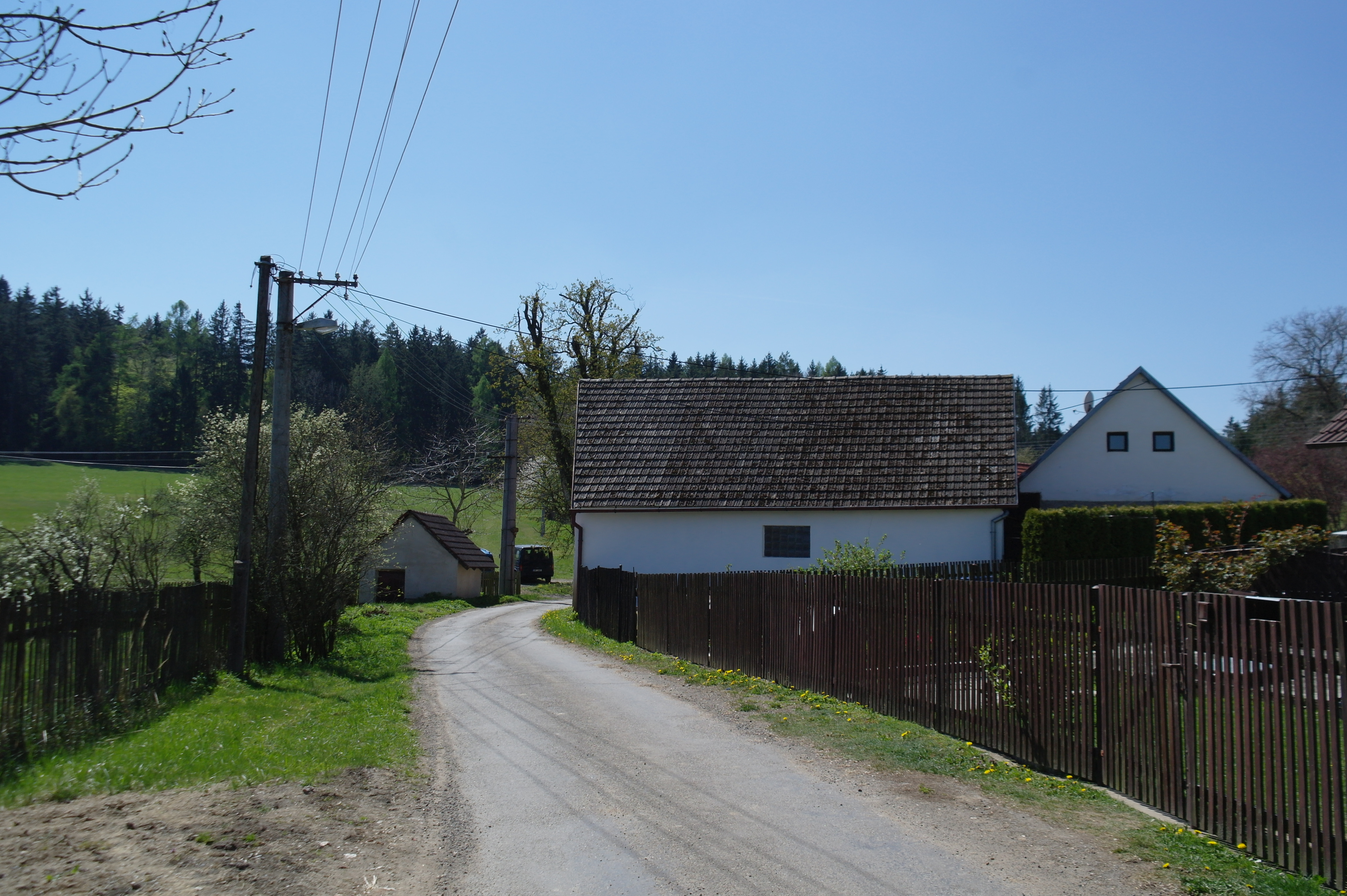
Cesta
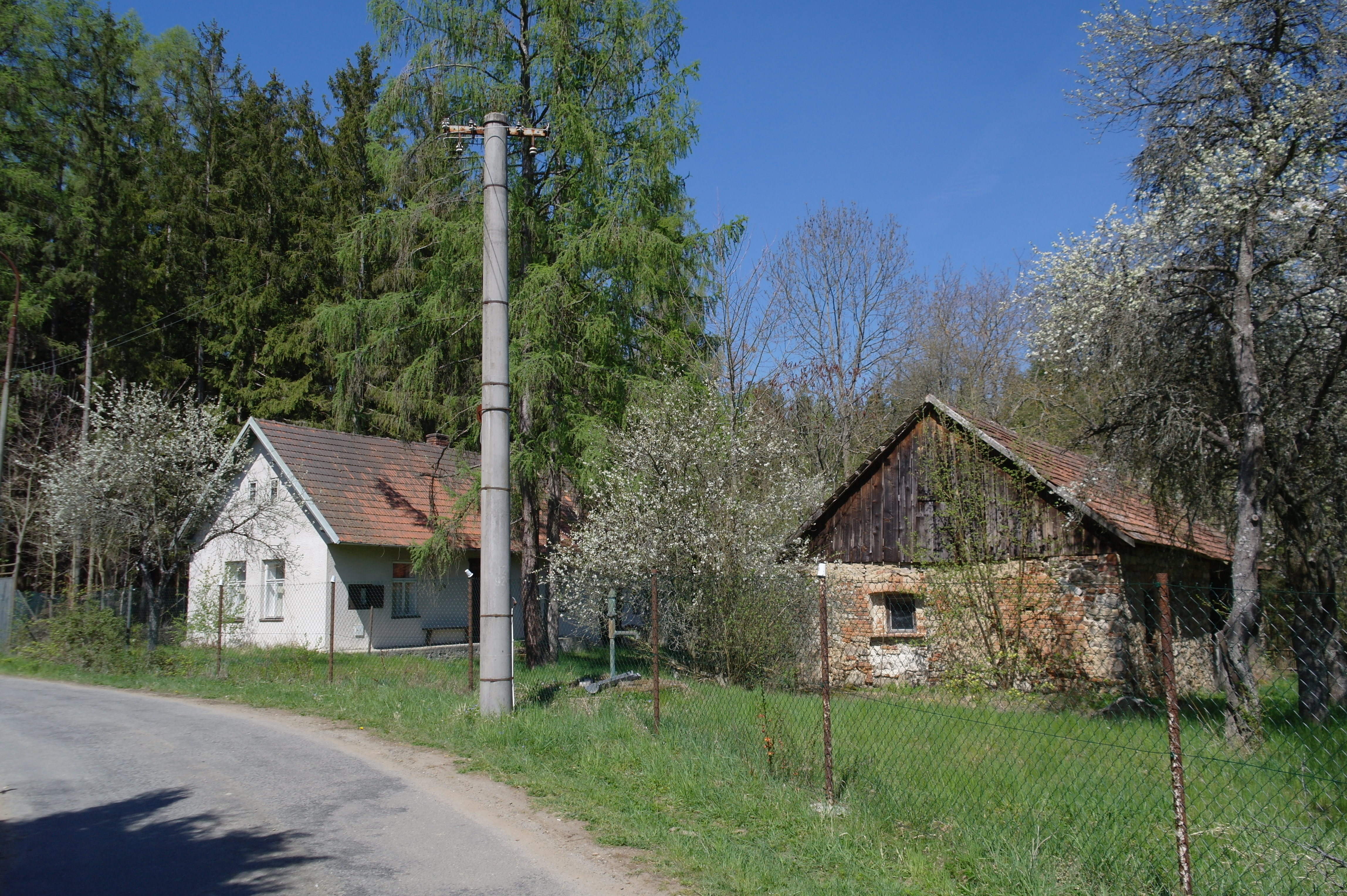
Domy
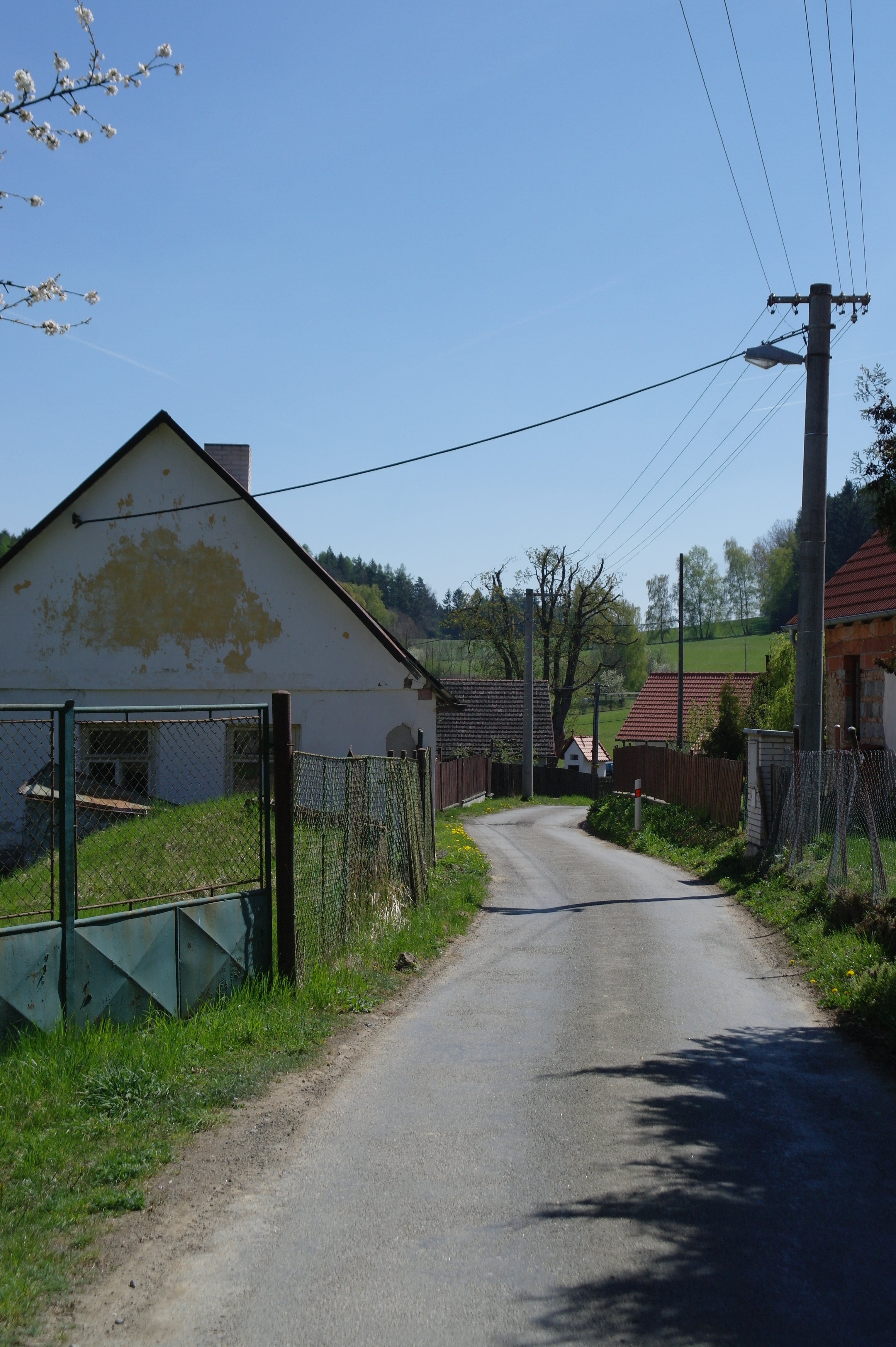
Cesta